# John Locke (Lost)
Ez a lap a Lost című sorozat fiktív szereplőjéről szól. Az angol filozófushoz lásd a John Locke című szócikket.
John Locke – akire leggyakrabban vezetéknevével történik utalás – az ABC televíziótársaság Lost – Eltűntek című tévésorozatának egy karaktere, akit Terry O’Quinn alakít. Nevét a 17. században élt felvilágosult író és filozófus, John Locke után kapta. Azon kevés túlélők egyike, akik a Szigetre kerülésüket nem tragédiának, hanem sokkal inkább áldásnak tartják. A hit emberének tartja magát, a szigetről pedig sokszor mint nagyhatalmú, isteni organizmus beszél; úgy véli, a Szigetnek minden történésbe beleszólása van. A Szigetbe vetett hitének alapja a bénulásból való teljes felépülése a repülőgép-szerencsétlenség napján. Gondolkodásmódjának és döntéseinek köszönhetően Jack Shephardnek éles ellentettje, Benjamin Linusnak pedig – idővel – bajtársa. A negyedik évad fináléja már mint az őslakosok csoportjának, a "Többieknek" vezetője láttatja Locke-ot. Terry O’Quinn a karakter eljátszásáért 2007-ben Emmy-díjat kapott (Legjobb mellékszereplő dráma kategóriában).

## Életrajz
|  | Alább a cselekmény részletei következnek! |

### A repülőgép lezuhanása előtt (1956–2004)
Gyermekeként.Születése idején Emily még csak 16 éves volt, s már hónapok óta randevúzgatott a jóval idősebb Cooperrel. Egy éjjel, amikor Emily egy vele való randira készülődött, az anyja meg akarta akadályozni, hogy elmenjen, mire ő elrohant hazulról, s egy kamion elütötte. A baleset miatt John három hónappal korábban született meg, mint kellett volna; szerencsére, koraszülöttsége ellenére életben maradt. Emily azonban nem érezte magát alkalmasnak egy gyerek felnevelésére, ezért az anyja állami gondozásba adta Johnt. Ezután a kis Locke egyik nevelőszülőtől a másikhoz kerülve nevelkedett.
Locke már gyermekként is igen jó felfogású, tehetséges. Minden bizonnyal emiatt kísérte figyelemmel a Többiek egyike (Richard Alpert) egész ifjúkorát. Körülbelül nyolcéves, amikor Alpert felkeresi őt akkori családja házában, és elmondja neki, hogy van egy különleges kisgyermekeknek fenntartott iskolája, s úgy hiszi, őneki is ott a helye. Miközben beszél, Alpert észreveszi Locke egyik rajzát, amin egy fekete füstoszlop magával ragad egy embert. Leültetve a fiút egy asztalhoz, Alpert különböző tárgyakat pakol ki elé: egy baseball kesztyűt, egy könyvet, egy képregényt, egy iránytűt, egy rozsdás kést, és egy üvegcse homokot (ami vélhetőleg a Szigetről származik). Arra kéri, válassza ki azokat a tárgyakat, amelyek már most az övéi. Némi gondolkodás után Locke az üveget, az iránytűt, és a kést választja. Alpert megkérdezi tőle, biztos-e benne, hogy a kés is az övé; Locke igenlően bólint. Alpert erre feldühödik, közli John nevelőanyjával, hogy fia még nem érett meg az iskolájára, majd elviharzik. Legközelebb Locke középiskolás évei során kerül kapcsolatba a fiúval, ha nem is közvetlenül. Locke-ot egyik tanára nagy izgatottságban arról tájékoztatja, hogy egy bizonyos Dr. Alpert kereste meg őt telefonon. Megtudta, hogy van Portlandben egy cég (Mittelos Laboratories), ami kémiával és modern technológiával foglalkozik. Alpert azt szeretné, hogy Locke menjen el tanulmányi táborukba, ahol fiatal, ragyogó elméket keresnek tudományos munkára a céghez. Locke egyáltalán nincs oda a hírért, mert mint mondja, iskolatársaitól már így is kellő megaláztatásban részesül a tudomány iránti érdeklődése miatt. Nem tartja magát tudósnak. A tanár megpróbálja rábeszélni Johnt a megtisztelő ajánlat elfogadására. „Lehet, hogy nem akarsz egy laborban dolgozó, kémcsövekkel és csőrös poharakkal körülvett alak lenni, de EZ vagy te. Nem lehetsz a bálkirály. Nem lehetsz az irányító. Nem lehetsz a szuperhős.” – győzködi őt, hiábavalóan. „Ne mondja meg nekem, mire nem vagyok képes!” – felel vissza Locke indulatosan. Későbbi élete során ez a mondat még sokszor hagyja el John száját.
Felnőttként, miközben Locke egy játéküzletben dolgozik, felkeresi egy nő, azt állítva, hogy ő a szülőanyja. Locke-ot a találkozás kíváncsivá teszi biológiai szülei kilétéről, ezért felbérel egy magánnyomozót, hogy derítse ki ezt. megtudva, hol lakik az apja, Locke megkeresi őt. Cooper barátságosan fogadja fiát; egymás megismerése végett többször elmennek közösen vadászni. Egy találkozás alkalmával Locke megtudja, hogy Coopernek sürgős vese-átültetésre van szüksége, de ha donort akar, még sokáig várnia kell. Locke ezért habozás nélkül felajánlja egyik veséjét. A műtét után azonban Locke-nak rá kell döbbennie: apja kihasználta őt. Csak a transzplantáció miatt állt vele szóba, s most, hogy azon túl van, nem kíváncsi a fiára.
Az apja tette miatti felzaklatottságban Locke csatlakozik egy terápiás csoporthoz, ahol az emberek kibeszélhetik magukból kellemetlen élményeiket. A csoport összejövetelei során Locke megismerkedik egy Helen nevű nővel, aki segít neki a továbblépésben. Kapcsolatuk idővel szerelemmé mélyül; randevúzgatnak egymással, majd összeköltöznek. Miközben Locke épp Helen megkérését tervezgeti, tudomást szerez arról, hogy az apja meghalt. A temetésen, találkozik két férfival, akik úgy vélik, Cooper halála csak álca. Nem sokkal később, Cooper felkeresi Locke-ot, és elmondja, hogy azért volt szükség az áltemetésre, mert a két férfi folyamatosan a nyomában volt, ugyanis csalással 700 000 dollárral "megrövidítette" őket. Cooper arra kéri Locke-ot, hozza el neki a pénzt, amit egy szekrényben rejtett el. Locke vonakodva ugyan, de teljesíti apja kérését. Azzal azonban nem számol, hogy Helen tudomást szerez erről; undorodva Locke bűnrészességétől, visszautasítja házassági ajánlatát és elhagyja.
Múltjától menekülve Locke egy vidéki kommuna tagja lesz, ahol titokban marihuánát termesztenek. Egy napon, autójával felvesz egy Eddie nevű stoppost, és magával viszi a kommunába, ily módon segítve őt a boldogulásban. Jóllehet, hat héttel később Locke rájön, hogy Eddie valójában rendőr. Egy dolgot tehet annak érdekében, hogy megvédje a kommuna tagjait: meg kell ölnie Eddiet. Hogy ezt megtegye, elcsalja őt a közeli erdőbe; végül azonban képtelen a gyilkosságra, mert Eddie azt mondja neki, tudja hogy jó ember, s nem egy gyilkos. Locke elengedi a fiút.
Elhagyva a kommunát, Locke egyedül, a depresszióban egyre mélyebbre süllyedve éli tovább életét. Egy nap, egy Peter Talbot nevű fiatalember keresi fel őt; elmondja, hogy édesanyja beleszeretett Anthony Cooperbe (aki most az Adam Seward nevet viseli), és hamarosan hozzá fog menni. Ő viszont nem bízik a férfiban. Úgy hiszi, csak az anyja vagyona miatt akar megnősülni. Locke egy virágüzletben találkozik Cooperrel, ahol egyenesen ráparancsol, hogy szakítson a nővel, különben mindenről kitálal neki. Pár nappal később, Locke megtudja, hogy Peter, aki beszámolt neki Cooper tervéről, halott. Locke azon nyomban elmegy apja szállására, és a fiú megölésével vádolja. Cooper mindent tagad, s azt mondja, az esküvő már rég le lett fújva. Locke nem hisz neki. Fel akarja hívni a halott Peter anyját, ám apja megragadja, és kilöki őt az ablakon. Locke nyolc emeletet zuhan. Bár csodával határos módon életben marad, törött gerince miatt tolószékbe kényszerül, ami nagy megrázkódtatás számára.
Locke eltökélten küzd azért, hogy újra lábra állhasson; fizikoterápiák sorozatán megy keresztül. A rehabilitációs központban megismerkedik egy Matthew Abaddon nevű férfival, aki felépülése érdekében azt javasolja neki, vegyen részt egy ausztráliai kalandtúrán, mert ő már megtette, s tudja: más emberként fog visszatérni onnan. Locke ellenkezni próbál, de a férfi ragaszkodik hozzá, hogy menjen el. Mielőtt távozik, Abaddon azt mondja Locke-nak, hogy amikor legközelebb találkoznak, "jönni fog neki eggyel" jótanácsáért.
Locke a kaliforniai Tustinban áll újra munkába egy helyi dobozgyárban. Locke Abaddon tanácsának megfogadását fontolgatja, nem törődve főnökével, Randy-vel, aki nem tartja képesnek Locke-ot egy ilyen kihívásra. Egy éjjel, Locke felhív egy telefonszexszel foglalkozó nőt, akit ő egykori barátnője után Helen-nek nevez, s arra kéri, tartson vele Ausztráliába a túrára. "Helen" nemet mond John-nak.
Elkeseredetten, ugyanakkor kellő elszántsággal utazik Locke Ausztráliába. Az elmúlt időben átélt nehézségek után ismét nagy csalódás éri: a túra szervezője fizikai állapotára hivatkozva elutasítja jelentkezését. Nem tehetvén mást, Locke jegyet vált az Oceanic Légitársaság 815-ös járatára, hogy hazatérjen. A reptéren, a gépre való várakozás közben elejti gyógyszeres fioláját, amit egy afroamerikai, 50 év körüli hölgy, Rose Henderson vesz fel neki, hiszen a tolószék miatt Locke erre is képtelen. A repülőgépre a személyzet viszi fel Johnt.

### A szigeten (2004)

#### A lezuhanástól számított 1–44. nap (első évad)
Locke a repülőgép lezuhanását nemhogy sérülések nélkül túléli, de furcsamód ismét képes talpra állni. A katasztrófát rendkívül könnyen feldolgozza, s alkalmazkodik a szigethez. Túlélési képességei ámulatba ejtik Waltot, aki szívesen tölti idejét vele – apja, Michael erős nemtetszésére.
Késkészletével és agyafúrt csapdák felállításával Locke könnyedén ejti zsákmányul a túlélők által létrehozott tábor közelében tanyázó vaddisznókat. Egyik vadászata során szembekerül a füstszörnnyel, de az hagyja őt elmenekülni. A vadászattal töltött idő alatt szinte „eggyé olvad” a Szigettel; sokkal jobban otthon érzi rajta magát, mint bárhol máshol egész élete során. Úgy hiszi, a repülőgép lezuhanása nem a véletlen műve: a Sziget hozta ide őket, méghozzá jó okkal, amire előbb-utóbb fény fog derülni. A megmenekülés ez okból teljesen hidegen hagyja, sőt, túlélőtársai szabadulását is hátráltatja: amikor Sayid megpróbálja bemérni a francia nő adásának forrását, hogy azt megtalálva segítséget hívhasson onnan, Locke hátulról leüti őt, adó-vevőjét pedig összezúzza. Tette ellenére mások megsegítésétől, támogatásától sem idegenkedik. Például,
- segít a heroinfüggő Charlie-nak a leszokásban;
- felismeri, hogy Walt nem hétköznapi gyermek, és segít neki rejtett adottságai felfedezésében;
- bölcsőt barkácsol a várandós Claire leendő gyermekének.

Charlie és Claire elrablásakor is önként vállalja, hogy részt vesz megkeresésükben. A hajtóvadászat közben Boone-nal együtt rábukkan egy földalatti bunker bejáratára. Innentől fogva, Locke és Boone idejük nagy részét azzal töltik, hogy a lejáró kinyitásának lehetséges módjait fontolgatják; s miközben ezt teszik, a többi túlélőnek azt hazudják, vadkanvadászatra mennek.
Michael egyre kevésbé tűri meg Locke-ot fia társaságában. Miután Locke különlegesnek nevezi Waltot, és késdobálásra tanítja, Michael megtiltja, hogy újból találkozzanak. Később Locke-nak sikerül enyhíteni Michael iránta érzett ellenszenvét, amikor megmenti Waltot a rátámadó jegesmedvétől.
Egy éjjel, Locke álmában egy repülőgépet lát lezuhanni a szigetre. Másnap, Boone-nal valóban megtalálja azt, egy fa tetejére akadva. Mivel Locke-nak erősen fáj a lába, Boone az, aki felmászik, s kideríti, hogy a gép heroincsempészeké volt. A gép hirtelen lezuhanása után Locke-nak kell elcipelnie a komolyan megsérült Boonet a barlangokhoz. A Boone megmentésében való segédkezés helyett magára hagyja Jacket, s elmegy a bunkerhez: öklével verni kezdi annak ajtaját, s a Szigetet okolja a történtekért. Amikor azonban pár pillanatra fehér fény villan fel a lejáró üvegének túloldaláról, a Szigetbe vetett hite újult erőre kap.
A táborban, a túlélők épp Boonet temetik, amikor Locke (még mindig a halott Boone vérével átitatott pólót viselve) visszatér közéjük. Fogadtatása nem túl barátságos, mivel sokan őt tartják felelősnek Boone haláláért. Jack nekiesik, és dühödten ütlegeli, később pedig Shannon le akarja őt lőni. Hogy visszanyerje túlélőtársai bizalmát, Locke teljes mértékben őszinte hozzájuk minden múltbeli titkával, hazugságával kapcsolatban; beleértve a bunkert is, amit Locke először Jacknek és Sayid-nak mutat meg. Miután a Többiek Rousseau elmondása szerint támadni készülnek, Locke a vezetésével, Jack, Kate, Hurley, és Arzt társaságában elmegy a Fekete Sziklához dinamitért, ami minden bizonnyal ki tudja robbantani a bunker ajtaját, ezzel lehetővé téve a szükség szerinti lemenekülést. A visszaút nem egészen zökkenőmentes. Locke újfent összeakad a Szörnnyel, ami ezúttal magával akarja ragadni őt. Locke Kate és Jack segítségével tud megmenekülni, bár ő hagyni akarta, hogy a Szörny magával vigye, mert nem hiszi, hogy az ártott volna neki. Összetűzésbe kerül Jackkel, s azt mondja neki, egymás meg nem értésének az az oka, hogy Jack a tudomány embere, ő maga pedig a hit embere. Megérkezve a bunkerhez, Locke kirobbantja a bejáratot, annak ellenére, hogy Hurley egy az ajtón lévő baljós számsor miatt figyelmeztette rá, hogy ne tegye.

#### A lezuhanástól számított 44–67. nap (második évad)
Locke Kate-tel együtt nem késlekedik leereszkedni a bunkerbe, hátrahagyva a túlélők megnyugtatásával elfoglalt Jacket. Odalent, megismeri a már jó ideje ott élő Desmondot, aki kezdetben bizalmatlan Locke-kal és társaival szemben. Amikor Jack megérkezik, Desmond épp fegyvert fog Locke-ra; szerencsére, Locke helyett végül a számítógépbe röpül a töltény, alaposan megrongálva azt. Miközben Desmond távozni készül – mivel a gép tönkremenetele miatt a sziget felrobbanásától tart – Locke Jackkel együtt megnézi a bunker tájékoztatófilmjét. Ebből Locke megtudja, hogy ahol vannak, az egy tudományos állomás, a "Hattyú", melynek feladata egy számsor közel kétóránkénti beütése egy számítógépbe, megakadályozva ezzel egy elektromágneses anomáliát. A gép szerencsés megjavítása után Locke kötelességének érzi a feladat teljesítését. A munkára beosztást készít a túlélőknek, bár azt a későbbiekben javarészt ő maga végzi.
Miután a repülőgép farokrészének túlélői csatlakoznak a táborhoz, Locke megismerkedik Mr. Eko-val, aki neki átad neki egy Bibliát, benne egy filmszalaggal, ami a már látott tájékoztatóvideó egy kivágott része. Később, Locke lövésleckéket ad Michaelnek, nem sejtve, hogy "hálaképpen" Michael bezárja őt és Jacket a bunker fegyverraktárába, hogy visszaszerezze elrabolt fiát. Kiszabadulása után Locke is Michael után ered, s ő is összetalálkozik a Többiekkel, akik az összes náluk lévő fegyvert magukkal viszik. Visszatérve a táborba, Locke meggyanúsítja Charliet a heroinra való visszaszokással, s amikor Charlie elrabolja Aaront, Locke az, aki a padlóra terítve őt elveszi a kisbabát, s visszaadja Clairenek. Bosszúból Charlie Sawyerrel összefogva megszerzi Locke-tól a megmaradt fegyvereket és a gyógyszerkészletet.
"Henry Gale" elfogásakor Locke támogatja, hogy zárják őt az üres fegyverraktárba; döntésével ismét kivívja Jack haragját. Locke sokakkal ellentétben megbízik Henry-ben, elhiszi, hogy amit a szigetre kerüléséről mondott, igaz. Egy napon, amikor Locke épp a bunkerben van, váratlanul lecsukódnak a csapóajtók, amik a termeket választják el egymástól. Locke kiengedi Henryt, hogy segítségével megemeljék az egyik vasajtót, ám az hirtelen rácsukódik a lábára. Mivel nem tud mozdulni, Henry-re bízza a kód beírását a számítógépbe. Amíg henry a gépteremben van, egy időre kialszik a világítás, s egy kékes fény gyullad fel, megláttatva Locke-kal egy az őt "fogva tartó" ajtóra rajzolt UV-térképet. Miután Henry-nek köszönhetően Locke kiszabadul, iránta való bizalma a korábbinál is erősebbé válik. Annál nagyobbat kell csalódnia, amikor Sayidtól megtudja, Henry mindvégig hazudott a kilétéről; valójában a Többiek közül való. Ráadásul, Henry azt mondja neki, a zárlat idején nem csinált semmit a számítógéppel, mégsem történt semmi, s ez rádöbbenti Locke-ot arra, hogy egy hiábavaló dologra fecsérelte idejét. Locke elvesztett hitét a Rose-zal való beszélgetés is csak addig hozza vissza, míg a bunkerben látott térképet felidézve Locke Eko-val együtt rá nem talál a Gyöngy állomásra; a tájékoztatófilmet megtekintve Locke úgy gondolja, a bunkerben végzett feladat csupán egy "türelemjáték", egy nagy átverés, ezért eltökéli, hogy megakadályozza a még mindig hitben bővelkedő Ekonak a számok beírását.
Amikor Desmond visszatér a szigetre, Locke beszámol neki meggyőződéséről az általa oly sokáig végzett feladattal kapcsolatban, majd összefogva kizárják Ekot a bunkerből. Miután a számláló eléri a nullát, Locke-nak rá kell jönnie: nagyot tévedett. Az elektromágneses rendellenesség fellépésével minden fémtárgy "életre kel" a bunkerben. Desmond végső megoldásként elfordítja a biztonsági kulcsot. Locke még mindig odalent van, amikor a bunker berobban.

#### A lezuhanástól számított 68–91. nap (harmadik évad)
A robbanás után Locke a dzsungelben tér magához. Látja a közelben meztelenül elrohanó Desmondot, de nem tud utánakiáltani, mert egy időre elment a hangja. Visszatérve a táborba nagy nehezen megérteti Charlieval, hogy szüksége van a segítségére, mivel beszélni akar a Szigettel. Egy félreeső helyen Locke készít egy "izzasztó sátrat", amiben hallucinációt idéz elő magának, míg Charlie odakint őrködik. Egy látomásban, Locke találkozik Boone-nal, aki azt mondja neki, "el kell takarítania a szemetét", azaz meg kell mentenie a miatta bajba került Mr. Ekot. Locke nem késlekedik az utasítás végrehajtásában. Kimenekíti Ekot a jegesmedvebarlangból, s Charlieval visszaviszi a tengerpartra. Ezután biztosítja túlélőtársait, hogy megmenti a Többiek fogságába esett túlélőket. Elvezeti Sayidot, Desmondot, Nikkit és Paulót a Gyöngy állomásra, és megpróbálják a monitorok képernyőit úgy beállítani, hogy láthassák a többi DHARMA-állomást, s reményük szerint megtalálják Jacket, Kate-et, és Sawyert. Egy félszemű férfi képe jelenik meg előttük, aki azonnal kikapcsolja a kamerát, amint észreveszi, hogy megfigyelik. Nem sokkal ezután, Locke a "Szörny" hangját hallja odakintről, ezért a többiekkel együtt a felszínre siet, s rátalál a haldokló Ekora.
Locke úgy dönt, a dzsungelben helyezi végső nyugalomra Ekot, mert a túlélőket felzaklatná egy újabb temetés, hiszen nemrég vettek búcsút Ana Luciától és Libbytől. Amikor Locke Eko pálcáját is a sírba készül helyezni, felfedez rajta egy neki szánt üzenetet, miszerint menjen észak felé.
Kate és Sawyer partra megmenekülése után Locke Sayiddal, Rousseasuval, és Kate-tel együtt elindul északnak, mígnem ráakadnak a Láng állomásra. Odabent, Locke leül a számítógéphez sakkot játszani, s amikor nyer, a monitoron megjelenik a DHARMA tájékoztatófilmekből már ismert férfi, arra utasítva Locke-ot, üsse be amegfelelő kódot az adott szituáció esetén. Amikor a csapat a foglyul ejtett Mikhaillal együtt útnak ered, az állomás hirtelen felrobban, mert Locke a 77-es kóddal szándékosan önmegsemmisítést aktivált. Másnap, egy szolárkerítéshez érve, Locke keresztüllöki Mikhailt rajta, s ez vélhetőleg megöli őt. Sayid – felfedezve a Láng állomásról elhozott C4-es robbanószert Locke hátizsákjában – kétségbe vonja, hogy Locke Jack kiszabadítása miatt jött velük.
A csoport, eljutva a Többiek házaihoz, megtalálja Jacket. Az éj leple alatt Locke eloson Benjamin Linus ("Henry Gale") házába, és fegyvert fog a férfi lányára, hogy Ben elárulja neki a tengeralattjárójuk hollétét. Megtudva ezt, Locke elmegy, és telerakja azt a C4-essel, majd felrobbantja. Jack rendkívül dühös rá, mert ez a tengeralattjáró jelenthette volna neki a kiutat a szigetről. Ugyanazon az éjjel, Ben és Richard – akire Locke szemmel láthatólag nem emlékszik gyermekkorából – elviszi Locke-ot egy szobába, ahol John, nem kis döbbenetére Anthony Coopert, az apját találja egy székhez kötözve. Hogy miképp került a szigetre, azt teljes homály fedi.
Ben felajánlja Locke-nak, hogy tartson vele és társaival, amikor elhagyják a Barakkokat; Locke elfogadja az ajánlatot. Egy nagy tisztáson táboroznak le, ahol Cindy Chandler elmondja Locke-nak, milyen izgatottá vált mindenki attól, hogy végre köztük van. Aznap éjjel, Ben arra utasítja Locke-ot, hogy ölje meg Coopert, mert csak ennek megtétele után lehet valóban csoportjuk tagja. Locke képtelen erre, ezért a Többiek másnap nélküle indulnak útnak, de hagynak nyomot, hogy Locke követhesse azt, ha elvégezte feladatát. Távozása előtt, Richard azt tanácsolja Locke-nak, találjon valaki mást az apja megölésére, majd átad neki egy iratmappát Sawyerről. Elolvasva azt, Locke tudomást szerez róla, hogy Sawyernek jó oka van Cooper megölésére; bezárja apját a Fekete Sziklára, majd odacsalja Sawyert, aki valóban megteszi azt, amit elvárt tőle. Locke hálaként elmondja Sawyernek, hogy Juliet egy kém, s átad egy hangrögzítőt, amin van egy ezt bizonyító felvétel. Cooper holttestét szállítva Locke ismét csatlakozik a Többiekhez, majd arra kéri Bent, vezesse el vezetőjéhez, Jacobhoz. Ben beleegyezik, s elviszi Locke-ot egy félreeső kunyhóhoz. Figyelmezteti őt, ne használja odabent a zseblámpáját, de Locke nem hallgat rá, s ezzel feldühíti Jacobot – akit ő furcsamód nem lát. Locke azt hiszi, Ben szórakozik vele, amikor különböző tárgyak kezdenek röpködni a szobában, de feltevése meginog, amikor egy mély hangot hall, azt mondva: SEGÍTS! Másnap, Ben egy gödörhöz vezeti Locke-ot, ami tele van az egykori DHARMA Kezdeményezés tagjainak holttesteivel. Váratlanul, Ben rálő Locke-ra, aki nyomban a verembe zuhan. Ben tudni akarja, mit hallott Locke Jacobtól; megkapva a választ, magára hagyja Johnt. Locke öngyilkos akar lenni, de még mielőtt ezt megtehetné, Walt jelenik meg a gödör felett állva, s arra utasítja, hogy keljen fel, mert sürgős dolga van. Locke sérülése ellenére feltápászkodik, s elmegy véghezvinni feladatát. (Később kiderült, hogy Locke sebe nem súlyos, mert pont ott érte a golyó, ahol nincs semmi – köszönhetően a veseátültetésnek.)
Elbotorkálva a rádiótoronyhoz, Locke hátba dobja késével Naomit, aki azonnal összeesik. Locke ezután könyörögni kezd Jacknek, hogy ne lépjen kapcsolatba a teherhajóval, majd fegyvert fog rá, mondván, hogyha nem teszi le a rádióadót, le kell hogy lője. Jack nem hallgat rá, de John nem képes megölni őt. Csalódva Jack döntésében, odébb áll.

#### A lezuhanástól számított 91–100. nap (negyedik évad)
Locke a dzsungelben találkozik Hurley-vel, aki beszél neki Charlie figyelmeztetéséről. Amikor minden túlélő a pilótafülke roncsához gyülekezik, Jack rátámad Locke-ra, és ha pisztolya meg lenne töltve, meg is ölné őt. Locke a túlélőkhöz szólva kifejti, hogy minden amit tett, az ő érdeküket szolgálta, és hogy el kell rejtőzniük a szigetre érkező emberek elől a Barakkoknál. „Ha élni akartok, velem kell jönnötök.” – mondja. A túlélők egy része, köztük Hurley, Claire, Sawyer, valamint Ben, Rousseau, Alex, Karl egyetért Locke-kal, így útnak indulnak vezetésével a dzsungelbe.
Locke úgy tervezi, hogy a Barakkokhoz költözés előtt egy kitérőt tesz Jacob házához. Útközben foglyul ejti az ejtőernyővel szigetre került Charlotte Staples Lewist, akit Ben később megpróbál lelőni. Locke ezért rátámad Benre, majd azt mondja neki, ha válaszokat tud szolgáltatni kérdéseire, megkíméli az életét. Megkérdezi tőle, mi a "Szörny", de Ben azt feleli, nem tudja. Locke már épp lelőné őt, amikor Ben elbeszél neki mindent, amit Charlotte-ról tud, valamint elmondja, hogy van egy kéme a társai hajóján. Locke azt is megtudja, hogy a szigetre érkezők célja Ben elfogása. Továbbhaladva, Locke nem találja ott Jacob kunyhóját, ahol legutóbbi látogatásakor volt, ezért a Barakkok felé veszi az irányt. Megérkezve, Locke – Hurleyt is felhasználva – csapdába csalja Kate-et, Sayidot és Milest. Locke és Sayid végül megegyeznek abban, hogy Charlottért cserébe ott marad túszként Miles.
Az elkövetkező napokban, Locke megpróbálja beszédre bírni két foglyát (Milest és Bent), de kevés sikerrel. Ben a szabadsága fejében mutat Locke-nak egy videófelvételt egy bizonyos Charles Widmore egyik rémtettéről, majd elmondja, hogy Widmore küldte a teherhajót a szigethez, azzal a céllal, hogy emberei megtisztítsák azt a rajta élőktől, hogy azután elfoglalja azt. Ben a hajón lévő kéme kilétét is felfedi (Michael az), elérve, hogy Locke ne fogolyként, hanem mint társat kezelje őt.
Miután néhányan Widmore hajójáról megtámadják a Barakkokat, Ben, Hurley, Sawyer, Miles, valamint Claire és Aaron Locke-ot követve elmenekülnek a dzsungelbe. Míg a többiek elindulnak a part felé, Locke Bennel és Hurleyvel ismét Jacob háza felé megy, mert nem tudja, hogyan tovább. A kunyhót azonban most sem sikerül megtalálnia. Álmában, Locke találkozik a DHARMA Kezdeményezés egy őslakosok által meggyilkolt tagjával, Horace-szel, aki a kunyhót építette, s azt mondja Locke-nak, Jacob már vár rá. Másnap, John a hullaveremben – ahol annak idején Ben otthagyta meghalni – megkeresi Horace holttestét, s ruhájának zsebéből kivesz egy térképet, rajta Jacob házának elhelyezkedésével. A térképet követve Locke végül eljut a kunyhóba, ahol nagy döbbenetére Clairet és apját, Christiant találja, aki elmondása szerint Jacobot helyettesíti. Azt mondja John-nak, egyféleképpen tudja megmenteni a Szigetet: el kell költöztetni.
Ben egy üvegházhoz vezeti Locke-ot, ahol találkozva Jackkel, John megpróbálja őt lebeszélni a szigetről való távozásról. Látva, hogy győzködése haszontalan, figyelmezteti Jacket, hogy hazudnia kell majd a külvilágnak a Sziget és a rajta maradók érdekében. Ezután, Locke Bennel együtt lifttel lemegy a jóval a föld alatt lévő Orchidea állomásba. Odalent, Locke szemtanúja annak, ahogy Ben megöli az utánuk eredt Martin Keamyt – egy katonát a hajóról – előidézve ezzel a hajó felrobbanását és vélhetőleg több túlélő halálát. Ben vállalja, hogy véghez viszi a sziget új helyre mozgatását, s azt mondja Locke-nak, ezt követően távoznia kell, és nem jöhet vissza soha többé a szigetre. Hozzáteszi, hogy emiatt Locke lesz a Többiek új vezetője. Locke rögtön el is megy hozzájuk; Richard Alpert és társai örömmel fogadják.

### A lezuhanástól számított 101–103. nap (5. évad)
Miután Ben elforgatta a kereket Locke eltűnik Richardék elől. 2001-be. A sziget utazik az időben. Locke megpróbál tájékozódni amikor elzúg a feje fölött a nigériai gép, amiről álmodott is. Megpróbál felmászni, megnézni van-e ott valaki amikor Ethan Rom lábon lövi. És már lőné le, amikor a sziget megint ugrik. 2008-ba. Locke azt látja hogy a gép megint a földön van. És erre megjelenik Richard Alpert ad neki egy iránytűt és elmondja neki hogy el kell hagynia a szigetet és vissza kell hozni azokat akik elmentek. De ehhez meg kell halnia. Ugrás.
2003. Locke feltápaszkodik. A következő utazásig nem hallani róla. 1953-ba jutott. Amikor is amerikai katonák jutottak a szigetre. Locke, még épphogy meg tudta menteni Sawyert és Julietet a Többiektől akik azt hitték hogy ők is katonák. Aztán Locke eljutott az Ő táborukhoz.Lement Richard Alperthoz. De az nem ismerte meg őt. Ezért Locke azt mondta hogy Jacob küldte őt. Azt is mondta hogy ő a vezetőjük. De Richard nem hisz neki. Elmondja, hogy minden vezetőt gyerekkorától kezdve figyelik. Locke erre elmondja hogy 1956-ban fog megszületni és ha nem hisz neki látogassa meg. Locke rákérdez hogy lehet kiutat találni a szigetről de mire Richard válaszolt volna, a sziget ismét ugrott az időben.
Miután az időutazásoktól több embernek is orrvérzése lett, és egyvalaki össze is esett, Locke látta, fogytán az idő. Elgondolta, hogyha visszamegy az orchideára talán meg tudja állítani az egészet, ott ahol elkezdődött. Az utat úgy tudják levágni, ha visszamennek az elhagyatott táborukba és ha abban az időben vannak, talán elvihetik a motorcsónakot. Ám útközben Locke rájött melyik időbe kerültek: 2004-be. Oda amikor verte a bunkernek az ajtaját, és az felvilágított Locke inkább a hosszú úton ment, nehogy akármit is megváltoztasson. Szüksége volt arra a fájdalomra, hogy az lehessen, aki.
Újabb ugrás. Ismeretlen időpont. Mikor megérkeznek a partra, Locke és társai látják, hogy a motorcsónak nincsen a helyén annak ellenére hogy a jelenben vannak. De van ott más. Egy kis bárka, amiben egy palack víz van Ajira felirattal. Lockék beszállnak a bárkába és eleveznek, hogy elérkezzenek az orchideához mielőtt még mind meghalnak. Ám útközben rájuk lőnek. De aztán megint ugrottak az időben. Ahol éppen szélvihar volt, ezért vissza kellett evezniük.
A parton kötöttek ki. Bár közel voltak már az Orchideához, mégsem olyan közel hogy ne kezdjen el mindenkinek az orra vérezni. Útközben a Túlélők összefutottak Jinnel aki a hajó felrobbanásában nem halt meg. A víz partra sodorta őt. Már Jinnel együtt folytatták az útjukat amikor Charlotte összeesett. Locke-nak már nem volt ideje. El kellett érkeznie az Orchideához. Charlotte-ot a saját beleegyezésével hátrahagyva elérkeztek az Orchideához. Ám pont abban a pillanatban jött az időugrás. Az Orcidea állomás eltűnt.
Locke végül megtalálta azt a lejárót ami az idő kerekéhez vezet. Le akart menni de Jin előtte rászólt, hogy Sunt nem szabad visszahozni és mondja azt neki hogy a víz partra sodorta. Odaadta a gyűrűjét. Locke lement, ám a kútból feltörő fény láttán leesett. Ismét utazott az időben, ám akkor még nem volt semmilyen átjáró a kerékhez, így ott maradt egyedül. Ekkor megjelent Christian Shephard aki elmondta hogy itt lesz egy kerék ami kifordult a tengelyéből. A lényeg annyi hogy meg kell egy picit lökni. Locke felkelt és így is tett. Odament a kerékhez és eltolta egy picivel. Fehér fény tűnt elő és Locke-nak nyoma veszett.

### A sziget elhagyása után (5. évad)
Locke, a tunéziai sivatagban ébred és Charles Widmore segítségével, felveszi a "Jeremy Bentham" fedőnevet, és felkeresi az Oceanic 6-ot, valamint Waltot, azt mondva nekik, vissza kell térniük a Szigetre. Jacknek azt mondja, több szörnyűség történt távozásuk után, s ezért őt okolja, mert nem hallgatott rá abban, hogy nem szabadna elmenniük. Jacket egy idő után sikerül rábeszélnie a visszatérés szükségességére.
Locke a Jackkel való beszélgetés után elkeseredett hogy senkit sem tudott meggyőzni ezért fel akarta akasztani magát. Ben még időben közbelépett és lebeszélte. De miután kiszedte belőle a szükséges információt megfojtotta, mondván muszáj feláldoznia magát, hogy ez a többi túlélőt ösztönözze, de igazából azért, hogy miután visszatér a szigetre, ő legyen a Többiek vezetője.
Locke temetésére egyedül Jack megy el, de ő sem marad sokáig a ravatalozóban. Az éj közepén azonban – betörést követve el – ismét visszamegy hozzá, és kinyitja koporsóját, hogy még egyszer láthassa. Ben később váratlanul csatlakozik Jackhez, s elmondja neki, hogy amennyiben visszamegy a Szigetre, a többieknek is vissza kell menniük vele – beleértve a halott Locke-ot is.
Jacknek fel kell tennie Locke-ot arra repülőgépre amelyiken visszamennek a szigetre.A repülővel Locke teste visszajutott a szigetre.

### A szigetre való visszatérése után (5–6. évad)
Locke teste a szigetre kerül. Nem ébred fel, mint ahogy mindenki gondolta. A teste ott marad a koporsóban. Hogy mászkálhat egy Locke kinézetű ember a szigeten? Ilana és az emberei Jacob védelmét szolgálják. Jacobot attól az embertől kell megvédeni, aki úgy néz ki mint John Locke. Ilana és csapata tehát elvitték Locke-ot a négy lábujjú szoborhoz (Jacob lakhelyére) hogy megmutassák mivel áll szemben, de már elkéstek. Amíg Illanáék csomagoltak, addig ÁlLocke elintézte hogy minden úgy történjen ahogy történnie kell. Ő volt az, aki rávette Richardot arra, hogy mondja azt az akkori Locke-nak, hogy meg kell halnia.
Mire Ilanáék megérkeztek ÁlLocke már megölte Jacobot, és később Illana embereinek többségét is. Majd odamegy Richard Alperthoz, és egy pár könnyed mozdulattal elkábítja és elviszi őt a dzsungelbe, ott hagyva Locke testét a lábujjnál.
|  | Itt a vége a cselekmény részletezésének! |